# Había una vez...
Había una vez... es el nombre del quinto álbum de estudio del grupo de rock argentino Enanitos Verdes, publicado en el año 1989 por el sello Sony Music.
Fue el álbum en donde anunciaban la disolución del grupo y Marciano Cantero empieza su carrera como solista. Contiene 10 temas. El disco fue muy poco difundido y no logró tener sus característicos éxitos.
Este álbum está dedicado a Roberto Cirigliano, quien fue su agente de prensa que murió en un accidente.
Tras este disco la banda decide separarse y recién volvería tres años después pero como trío -ya sin Tito Dávila-. 
Como se menciona, es el último disco de la banda grabado con Sony Music. Rumores indican que la falta de sencillos o canciones potentes con posibilidades de ser éxitos no preocupaba en este caso al grupo, ya que la salida de este LP estuvo forzada por el cumplimiento del contrato, que implicaba la grabación de cuatro discos. De esta manera se cerraba también el ciclo con Sony.

## Lista de canciones
| Había una vez |                                                                                       |                                            |          |  |
| N.º           | Título                                                                                | Escritor(es)                               | Duración |  |
| 1.            | «Buscando la manera»                                                                  | (Marciano Cantero)                         | 2:57     |  |
| 2.            | «Shunkti»                                                                             | (Javier Segura/Felipe Staiti))             | 4:40     |  |
| 3.            | «El mismo juego» (saxo soprano: Ricardo Bujaldon, coros adicionales: Fernando Olguín) | (Tito Dávila)                              | 4:40     |  |
| 4.            | «No me puedo conformar»                                                               | (Marciano Cantero)                         | 4:11     |  |
| 5.            | «Pasión de nácar»                                                                     | (Tito Dávila)                              | 4:00     |  |
| 6.            | «Igual a mí»                                                                          | (Jorge Sossa-Tito Dávila/Marciano Cantero) | 4:39     |  |
| 7.            | «Si es tan fácil dejarme»                                                             | (Marciano Cantero)                         | 4:37     |  |
| 8.            | «Amor sangriento»                                                                     | (Tito Dávila)                              | 4:08     |  |
| 9.            | «Sólo quiero estar contigo»                                                           | (Marciano Cantero)                         | 3:49     |  |
| 10.           | «Típico domingo»                                                                      | (Marciano Cantero)                         | 3:12     |  |

Facundo Guevara, participó haciendo percusión en todos los temas del álbum excepto el 7.